# Chromodoris nyalya
Chromodoris nyalya är en snäckart som beskrevs av Ev. Marcus och Er. Marcus 1967. Chromodoris nyalya ingår i släktet Chromodoris och familjen Chromodorididae. Inga underarter finns listade i Catalogue of Life.